# Brug van Quézac

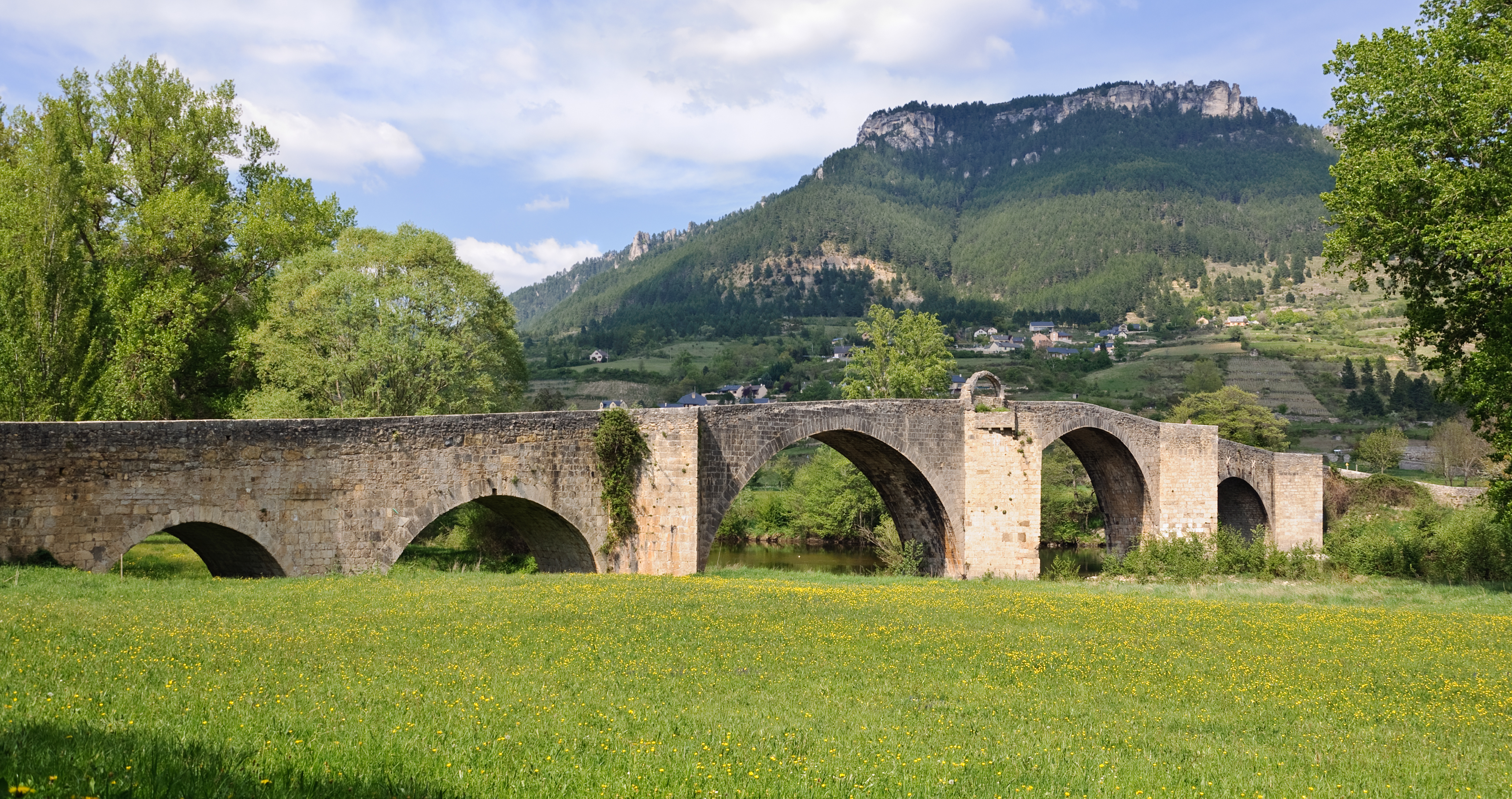
De brug

De Brug van Quézac (Frans: pont de Quézac) is een brug in de Franse gemeente Quézac (departement Lozère). De brug werd gebouwd in de 14/15e eeuw.
De stenen boogbrug heeft een lengte van 88,4 meter en overbrugt de Tarn. Het is een beschermd monument sinds 1931.